# Тужани (Нижньосілезьке воєводство)
Тужани (пол. Turzany) — село в Польщі, у гміні Вінсько Воловського повіту Нижньосілезького воєводства.
Населення — 122 особи (2011).
У 1975-1998 роках село належало до Вроцлавського воєводства.

## Демографія
Демографічна структура станом на 31 березня 2011 року:
|          | Загалом | Допрацездатний вік | Працездатний вік | Постпрацездатний вік |
| -------- | ------- | ------------------ | ---------------- | -------------------- |
| Чоловіки | 51      | 6                  | 37               | 8                    |
| Жінки    | 71      | 16                 | 38               | 17                   |
| Разом    | 122     | 22                 | 75               | 25                   |